# Відеосервер
Відеосервер, медіасервер - комп'ютерний пристрій (сервер), призначений для прийому, зберігання, відтворення або ретрансляції відеосигналу і (або) аудіосигналу; обробки зображень, у тому числі отриманих в інфрачервоному спектрі; обробки даних телеметрії; управління іншими системами безпеки. За функціональністю є розвитком цифрового відеомагнітофона.
Іноді під «відеосервером» розуміють комп'ютерний пристрій для прийому, зберігання, відтворення або ретрансляції тільки відео.

## Класифікація
Відеосервери різняться:
- застосуванням - в системах телевізійного мовлення, телевізійного виробництва, відео за запитом, з цифровим кінопроєктором або в системах відеоспостереження;
- за типом інтерфейсів вводу-виводу медіа-даних - AV сигнали, або транспортні потоки (через ASI або IP);
- за типом інтерфейсів вводу-виводу AV сигналів - аналогові (композитний, компонентний, аналогове аудіо) або цифрові (SDI, IEEE_1394, HDMI, DVI);
- за роздільною здатністю - низької, стандартної або високої чіткості;
- числом функціонуючих каналів - одноканальні і багатоканальні відеосервери;
- можливістю синхронізації від зовнішнього сигналу (наприклад, PAL BB, або Tri Syns);
- можливістю синхронізації часу та розмітки записуваних матеріалів від зовнішнього сигналу - LTC, VITC, NTP;
- типом компресії відеосигналу (при наявності);
- наявністю або відсутністю вбудованої можливості локального зберігання відеоінформації;
- апаратною реалізацією - спеціалізовані пристрої або відеосервери на основі звичайного комп'ютера;
- протоколами управління сервером - стандартним (VDCP, MVCP) або специфічним для виробника;
- протоколами управління іншими пристроями - AV комутаторами, VTR, GPI-пристроями і пр .;
- за умовами експлуатації - стаціонарні та мобільні відеосервери;
- можливістю інтеграції декількох відеосерверів, можливо територіально розподілених, в єдину систему.

## Застосування

### У системах телевізійного мовлення
У системах телевізійного мовлення відеосервери використовуються для планової видачі заздалегідь підготовлених відеоматеріалів в ефір. У більшості випадків відеосервери знаходяться під управлінням системи автоматизації телевізійного мовлення.

### У системах безпеки
Відеосервери широко застосовуються при побудові систем відеоспостереження (CCTV) і аудіоконтролю як проміжне обладнання. Відеосервери можуть використовуватися і як кінцеві пристрої, якщо вони встановлюються безпосередньо в приміщенні використовуваному для контролю відео (аудіо) інформації. Існують готові серійні відеосервери, а також плати відео- та аудіозахоплення з програмним забезпеченням, які використовуються для самостійної збірки відеосерверів. Крім того, відеосервери можуть бути ядром інтегрованих систем безпеки. У таких системах вони можуть: 
- управляти системою контролю доступу (використовується програмно-апаратна обробка зображень з розпізнаванням осіб, автомобільних номерів, номерів вагонів та ін);
- здійснювати обробку звукових сигналів з розпізнаванням голосу;
- використовувати тепловізори, наприклад, для визначення рівня рідини в цистерні або рівномірності прогріву об'єктів спостереження;
- використовувати радари для визначення швидкості руху транспортних засобів та ін.)

В інтегрованих системах безпеки відеосервери часто використовуються і як керуючі пристрої для комплексів оповіщення, систем охоронної та пожежної сигналізації. Крім того, на сучасному етапі розвитку відеосервери використовують для обробки різних елементів телеметрії, контролю касових операцій, контролю та обліку робочого часу на великих підприємствах тощо.